# チェスケー・ブヂェヨヴィツェ - チェルニー・クルジージ - ヴォラリ/ノヴェー・ウードリー線
チェスケー・ブヂェヨヴィツェ - チェルニー・クルジージ - （チェコ語: Železniční trať České Budějovice – Černý Kříž）は、チェコ国鉄の鉄道線の名称である。本頁では、路線番号194として案内されているチェスケー・ブヂェヨヴィツェ - チェルニー・クルジージ間のみ記述し、ヴォラリ～ノヴェー・ウードリー間については197号線の記事にて記述する。
1891年から1892年にかけて、オーストリア地方鉄道によりチェスケー・ブヂェヨヴィツェ～ノヴァー・ペツ間が開業した。その後帝立王立国有鉄道に移管され、残りの区間が1910年に開通した。チェスキー・クルムロフを通る唯一の路線である。2019年以前は、チェコ鉄道による運行であった。

## 運行形態

### 超特急「インターシティ(IC)」
- イジニー・エクスプレス号：　プラハ - ブヂェヨヴィツェ - クルムロフ　　※チェコ鉄道による運行
一日1往復が運行している。ブヂェヨヴィツェ以北は220号線に直通する。
過去の運行形態
2016年末に、エクスプレス(Ex)の種別で運行を開始した。当初は「ヨセフ・セイデル」の愛称がついていた。
2017年末に、220号線特急の愛称統一により、現在の名前となった。
2019年は、夏の年2日に限り、ノヴェー・ウードリーまで延伸していた。クルムロフ以南は、チェルナー、ホルニー・プラナー、ノヴァー・ペツに停車し、クルジージを通過して197号線に直通していた。
2020年末に、インターシティ(IC)に格上げされた。

### 普通
- チェスケー・ブヂェヨヴィツェ - チェルニー・クルジージ - ノヴェー・ウードリー　※GW Train Regio社による運行
概ね2時間に1本の運行。大部分が197号線のノヴェー・ウードリー方面に、一部がヴォラリ方面に直通する。チェルニー・クルジージで197号線のヴォラリ方面普通と接続する。ほとんどが各駅停車だが、土曜・休日の夜間南行1本に限り途中駅を通過する。
過去の運行形態
2017年以前はチェコ鉄道による運行で、夏季の休日にチェスケー・ブヂェヨヴィツェ南駅を通過する便も運行されていた。クルムロフ以南は夏季を除き4時間間隔が空くこともあった。ボルショフ以南は各駅停車であった。
2017年末に、197号線への乗り入れが大幅に減少した他、チェスケー・ブヂェヨヴィツェ南駅が全列車停車となった。
2018年末に、197号線への乗り入れを再開した。
2019年末に、GW Train Regio社に移管され、全線で2時間に1本の運行となった。
2023年度に、クルムロフ以南で途中駅を通過する列車が設定された。

- チェスケー・ブヂェヨヴィツェ - チェスキー・クルムロフ　【平日運行】　※GW Train Regio社による運行
平日の朝と午後を中心に2時間に1本、一日4往復の運行。フラッツェ、プレショヴィツェ、プルジーセチナーを通過する。
2025年度より運行を開始した。

### 過去の運行種別
- 超特急「アリヴァ・エクスプレス(AEx)」
  - プラハ - ブヂェヨヴィツェ - ノヴァー・ペツ
2017,18年度の運行。夏・秋の土曜・休日に一日1往復（2017年度は休日と夏季平日に一日1往復）が運行していた。ブヂェヨヴィツェ以北は220号線に直通していた。停車駅は、クルジェムジェ、ホルボフ、ズラター・コルナ、クルムロフ、カーヨフ、ホルジツェ、チェルナー、ホルニー・プラナー停留所、ホルニー・プラナー駅で、プラハ行に限りボルショフに停車していた。
- 快速「スピェシニー(Sp)」
  - ( ティーン ← ) ブヂェヨヴィツェ - クルムロフ　【12月31日、1月1日のみ運行】　　※KPTレール社による運行
2021,22年度に、大晦日と正月限定で、一日1往復ずつ運行していた。途中、ブヂェヨヴィツェ南停留所、ボルショフ、クルジェムジェ、ホルボフ、ズラター・コルナに停車していた。

### 臨時列車
- 「鉄道の祝日」イベント列車
旧型列車。秋に年1日のみ、ブヂェヨヴィツェ - クルムロフ間に、1往復の運行。途中、ホルボフとズラター・コルナに停車する。2018年運行。

- チェスケー・ブヂェヨヴィツェ - ノヴァー・ペツ
2016年8月運行。一日1往復運行していた。途中、チェスキー・クルムロフ、チェルナー、ホルニー・プラナー停留所、ホルニー・プラナー駅にのみ停車していた。

- 「ＳＬでシュマヴァの夏」
夏季の金曜・土曜に限り、下記の系統が、それぞれ一日1本ずつ運行する。蒸気機関車で運行。2017年運行。
ヴォラリ → チェルニー・クルジージ → ノヴァー・ペツ　※197号線から直通。クルジージ - ペツ間ノンストップ。
ノヴァー・ペツ → チェルニー・クルジージ → ノヴェー・ウードリー　※197号線に直通。各駅停車。

- チェルナー - ノヴァー・ペツ
2016年8月運行。日中に一日3往復、2時間間隔で運行していた。なお、ペルネクは通過していた。

## 駅一覧
以下では、チェコ国鉄194号線の駅と営業キロ、停車列車、接続路線などを一覧表で示す。
- 種別
  - Ex：超特急「エクスプレス」
  - AEx：超特急「アリヴァ・エクスプレス」
  - Os：普通
- 停車駅
  - ■印：全列車停車
  - ●印：一部通過
  - ｜印：全列車通過

| 路線名 | 駅名                                 | 駅間営業キロ | 累計営業キロ                         | 累計営業キロ            | IC | Os | 接続路線                                                               | 所在地       | 所在地                         |
| ------ | ------------------------------------ | ------------ | ------------------------------------ | ----------------------- | -- | -- | ---------------------------------------------------------------------- | ------------ | ------------------------------ |
| 196    | チェスケー・ブヂェヨヴィツェ駅       | -            | チェスケー・ブヂェヨヴィツェから 0.0 | ロジノフ分岐点から -3.7 | ■  | ■  | 190号線（プルゼニ方面） 199号線（グミュント方面）220号線（プラハ方面） | 南ボヘミア州 | チェスケー・ブヂェヨヴィツェ郡 |
| 194    | チェスケー・ブヂェヨヴィツェ南停留所 | 2.8          | 2.8                                  | -0.9                    | ｜ | ■  | 196号線（リンツ方面）                                                  | 南ボヘミア州 | チェスケー・ブヂェヨヴィツェ郡 |
| 194    | ボルショフ・ナド・ヴルタヴォウ駅     | 4.5          | 7.3                                  | 3.6                     | ｜ | ■  |                                                                        | 南ボヘミア州 | チェスケー・ブヂェヨヴィツェ郡 |
| 194    | チェルニー・ドゥブ駅                 | 3.0          | 10.3                                 | 6.6                     | ｜ | ■  |                                                                        | 南ボヘミア州 | チェスケー・ブヂェヨヴィツェ郡 |
| 194    | フラッツェ駅                         | 3.0          | 13.3                                 | 9.6                     | ｜ | ●  |                                                                        | 南ボヘミア州 | チェスケー・ブヂェヨヴィツェ郡 |
| 194    | ヴラーブツェ駅                       | 1.4          | 14.7                                 | 11.0                    | ｜ | ■  |                                                                        | 南ボヘミア州 | チェスケー・ブヂェヨヴィツェ郡 |
| 194    | クルジェムジェ駅                     | 2.9          | 17.6                                 | 13.9                    | ｜ | ■  |                                                                        | 南ボヘミア州 | チェスキー・クルムロフ郡       |
| 194    | ホルボフ駅                           | 1.9          | 19.5                                 | 15.8                    | ｜ | ■  |                                                                        | 南ボヘミア州 | チェスキー・クルムロフ郡       |
| 194    | トルジーソフ駅                       | 2.1          | 21.6                                 | 17.9                    | ｜ | ■  |                                                                        | 南ボヘミア州 | チェスキー・クルムロフ郡       |
| 194    | プレショヴィツェ駅                   | 2.2          | 23.8                                 | 20.1                    | ｜ | ●  |                                                                        | 南ボヘミア州 | チェスキー・クルムロフ郡       |
| 194    | ズラター・コルナ駅                   | 2.0          | 25.8                                 | 22.1                    | ｜ | ■  |                                                                        | 南ボヘミア州 | チェスキー・クルムロフ郡       |
| 194    | プルジーセチナー駅(*1)               | 2.9          | 28.7                                 | 25.0                    | ｜ | ●  |                                                                        | 南ボヘミア州 | チェスキー・クルムロフ郡       |
| 194    | ドモラヂツェ駅(*2)                   | 0.3          | 29.0                                 | 25.3                    | ｜ | ■  |                                                                        | 南ボヘミア州 | チェスキー・クルムロフ郡       |
| 194    | チェスキー・クルムロフ駅             | 1.8          | 30.8                                 | 27.1                    | ■  | ■  |                                                                        | 南ボヘミア州 | チェスキー・クルムロフ郡       |
| 194    | カーヨフ駅                           | 4.9          | 35.7                                 | 32.0                    |    | ■  |                                                                        | 南ボヘミア州 | チェスキー・クルムロフ郡       |
| 194    | メジポトチー駅                       | 4.0          | 39.7                                 | 36.0                    |    | ●  |                                                                        | 南ボヘミア州 | チェスキー・クルムロフ郡       |
| 194    | ホルジツェ・ナ・シュマヴェ駅         | 5.8          | 45.5                                 | 41.8                    |    | ■  |                                                                        | 南ボヘミア州 | チェスキー・クルムロフ郡       |
| 194    | ポルナー・ナ・シュマヴェ駅           | 6.6          | 52.1                                 | 48.4                    |    | ■  |                                                                        | 南ボヘミア州 | チェスキー・クルムロフ郡       |
| 194    | ポレチニツェ駅                       | 2.1          | 54.2                                 | 50.5                    |    | ●  |                                                                        | 南ボヘミア州 | チェスキー・クルムロフ郡       |
| 194    | ホドニョフ駅                         | 3.1          | 57.3                                 | 53.6                    |    | ■  |                                                                        | 南ボヘミア州 | チェスキー・クルムロフ郡       |
| 194    | ジラーベク駅                         | 1.7          | 59.0                                 | 55.3                    |    | ●  |                                                                        | 南ボヘミア州 | チェスキー・クルムロフ郡       |
| 194    | チェルナー・ヴ・ポシュマヴィー駅     | 3.0          | 62.0                                 | 58.3                    |    | ■  |                                                                        | 南ボヘミア州 | チェスキー・クルムロフ郡       |
| 194    | ホルニー・プラナー停留所             | 3.4          | 65.4                                 | 61.7                    |    | ■  |                                                                        | 南ボヘミア州 | チェスキー・クルムロフ郡       |
| 194    | ホルニー・プラナー駅                 | 2.0          | 67.4                                 | 63.7                    |    | ■  |                                                                        | 南ボヘミア州 | チェスキー・クルムロフ郡       |
| 194    | ペルネク・ナ・シュマヴェ駅           | 3.9          | 71.3                                 | 67.6                    |    | ●  |                                                                        | 南ボヘミア州 | チェスキー・クルムロフ郡       |
| 194    | ノヴァー・ペツ駅                     | 3.7          | 75.0                                 | 71.3                    |    | ■  |                                                                        | 南ボヘミア州 | プラハチツェ郡                 |
| 194    | オヴェスナー駅                       | 2.7          | 77.7                                 | 74.0                    |    | ●  |                                                                        | 南ボヘミア州 | プラハチツェ郡                 |
| 194    | ピェクナー駅                         | 5.8          | 83.5                                 | 79.8                    |    | ●  |                                                                        | 南ボヘミア州 | プラハチツェ郡                 |
| 194    | チェルニー・クルジージ駅             | 4.0          | 87.5                                 | 83.8                    |    | ■  | 197号線（チーチェニツェ方面、ノヴェー・ウードリー方面）                | 南ボヘミア州 | プラハチツェ郡                 |

(*1): 2014年12月、ドモラヂツェ駅から改称。
(*2): 2015年12月開業。